# Palopa
Palopa é um termo usado na Papua Nova Guiné e na diáspora como uma vivência não heteronormativa designando pessoas que podem se identificar na nomenclatura ocidental de gays, transexuais ou tendo um padrão de terceiro gênero. O activista LGBTQ+ Clint Woolly descreveu como a terminologia ocidental é estigmatizada por muitos na Papua-Nova Guiné e defendeu que os descritores indígenas, como palopa, deveriam ser adoptados e adaptados. Para o povo sambiano, a frase kwolu-aatmwol descreve uma terceira identidade de gênero. A terminologia também é emprestada de outras comunidades do Pacífico, por exemplo, o termo "irmã-menina" (sistagirl) dos habitantes das Ilhas do Estreito de Torres.

## Etimologia
A frase vem de Tok Pisin. É supostamente uma contração do nome da cantora Jennifer Lopez.